# Béla 4. af Ungarn
Béla 4. (ungarsk: V. István) (født 29. november 1206, død 3. maj 1270) var konge af Ungarn og Kroatien fra 1235 til sin død i 1270 samt hertug af Steiermark fra 1254 til 1258.